# Индустријска зона Ази (Ређо ди Калабрија)
Индустријска зона Ази је насеље у Италији у округу Ређо ди Калабрија, региону Калабрија.
Према процени из 2011. у насељу је живело 1 становника. Насеље се налази на надморској висини од 101 м.